# Viešinta
Viešinta je řeka na severovýchodě Litvy, protéká okresy Anykščiai a Kupiškis, je to levý přítok řeky Lėvuo, do které se vlévá 2,5 km na severoseverovýchod od města Subačius, 88,1 km od jejího ústí do řeky Mūša. Je dlouhá 29 km. Protéká jezerem Viešintas.

## Průběh toku
Před jezerem Viešintas teče směrem severoseverozápadním, za tímto jezerem pokračuje směrem západním, za vsí jménem Putinas se stáčí směrem západoseverozápadním, protéká městysem Subačius a po 4 km obtéká ostrým obloukem západní okraj města Subačius a stáčí se na východoseverovýchod. Do řeky Lėvuo se vlévá na severním okraji obce Skverbai (2,5 km na severoseverovýchod od města Subačius). Průměrný spád je 170 cm/km.

## Přítoky
- Levé: Pelyša (vlévá se 19,3 km od ústí, Hydrologické pořadí: 41010937), V - 1 (8,8 km, 41010942), Skardžiukas (6,5 km, 41010943), Vašuoka (4,1 km, 41010944)
- Pravé: Aleja (18,6 km, 41010939), Kumponas (2,3 km, 41010959)

## Obce při řece
Medinos, Laičiai, Smėlinka, Skudai, Papiliai, Putinas, Antalina, Pelyšos I, Pelyšėlės I, Slabada, Raugališkis, Subačius, Padembis, Paviešintys, Subačius, Čečeliai, Ilgučiai, Skverbai